# リトアニア右派連合
リトアニア右派連合（リトアニア語: Lietuvos dešiniųjų sąjunga、略称: LDS）は、2001年から2003年まで存在したリトアニアの政党。

## 歴史
2001年10月20日、独立党 (NP) 、祖国人民党 (TLP) 、リトアニア民主党 (LDP) 、リトアニア自由連盟 (LLL) の4党が合併し、リトアニア右派連合が設立された。2002年3月4日、政党として正式に登録された。
設立当初は映画監督のアルーナス・ジェブリューナスが党首を務めたが、その後すぐにヴィドマンタス・ジエメリスが党首に就任した。
党員数は802人（2002年）。
2003年11月8日、祖国連合に吸収合併されることが決定された。2004年2月13日、政党登録も削除され、右派連合の権利関係はすべて祖国連合に移された。

## 歴代党首
- アルーナス・ジェブリューナス（2001年 - 2002年）
- ヴィドマンタス・ジエメリス（2002年 - 2003年）